# Liar (album)
Pour les articles homonymes, voir Liar.
Albums de The Jesus Lizard
Goat
(1991) Down
(1994)
Liar est le troisième album de The Jesus Lizard, sorti en 1992 sur le label Touch and Go Records.
Cet album, « plus consistant, précis et surréaliste mais combinant toute la douleur, le sexe et toute la puissance des précédents », vient confirmer l'ascension du groupe depuis ses débuts trois ans plus tôt.
Selon Mark Deming « Liar n'est probablement pas le plus sauvage ou étrange de tous les albums de The jesus Lizard, mais il pourrait bien être le plus puissant, et pourquoi pas, le meilleur ».
"Puss" a été réédité dans "Puss/Oh, the Guilt", single split avec Nirvana sorti l'année suivante.

## Titres
| 1.    | Boilermaker             | 2:14 |
| 2.    | Gladiator               | 4:00 |
| 3.    | The Art of Self-Défense | 2:39 |
| 4.    | Slave Ship              | 4:13 |
| 5.    | Puss                    | 3:19 |
| 6.    | Whirl                   | 4:20 |
| 7.    | Rope                    | 2:18 |
| 8.    | Perk                    | 2:30 |
| 9.    | Zachariah               | 5:44 |
| 10.   | Dancing Naked Ladies    | 2:56 |
| 34:16 |                         |      |